# Зуар (Чад)
Зуа́р (фр. Zouar) — небольшой город и супрефектура в Чаде, расположенный на территории региона Тибести. Является административным центром департамента Западное Тибести.

## Географическое положение
Город находится в северо-западной части Чада, на юго-западной окраине плоскогорья Тибести, на высоте 764 метров над уровнем моря.
Зуар расположен на расстоянии приблизительно 933 километров к северо-северо-востоку (NNE) от столицы страны Нджамены.

## Климат
Климат города характеризуется как аридный жаркий (BWh в классификации климатов Кёппена). Уровень атмосферных осадков, выпадающих в течение года крайне низок (среднегодовое количество — 34 мм). Средняя годовая температура составляет 23,8 °C.

## История
В период с 1917 по 1960 годы город находился под управлением Франции.

## Население
По данным официальной переписи 2009 года численность населения Зуара составляла 6432 человека (3489 мужчин и 2943 женщины). Дети в возрасте до 15 лет составляли 13 % от общего количества жителей города.

## Транспорт
В окрестностях Зуара расположен одноимённый аэропорт (ICAO: FTTR).